# Arrondissement del dipartimento del Doubs
Gli arrondissement del dipartimento del Doubs, nella regione francese della Borgogna-Franca Contea, sono tre: Besançon (capoluogo Besançon), Montbéliard (Montbéliard) e Pontarlier (Pontarlier).

## Composizione

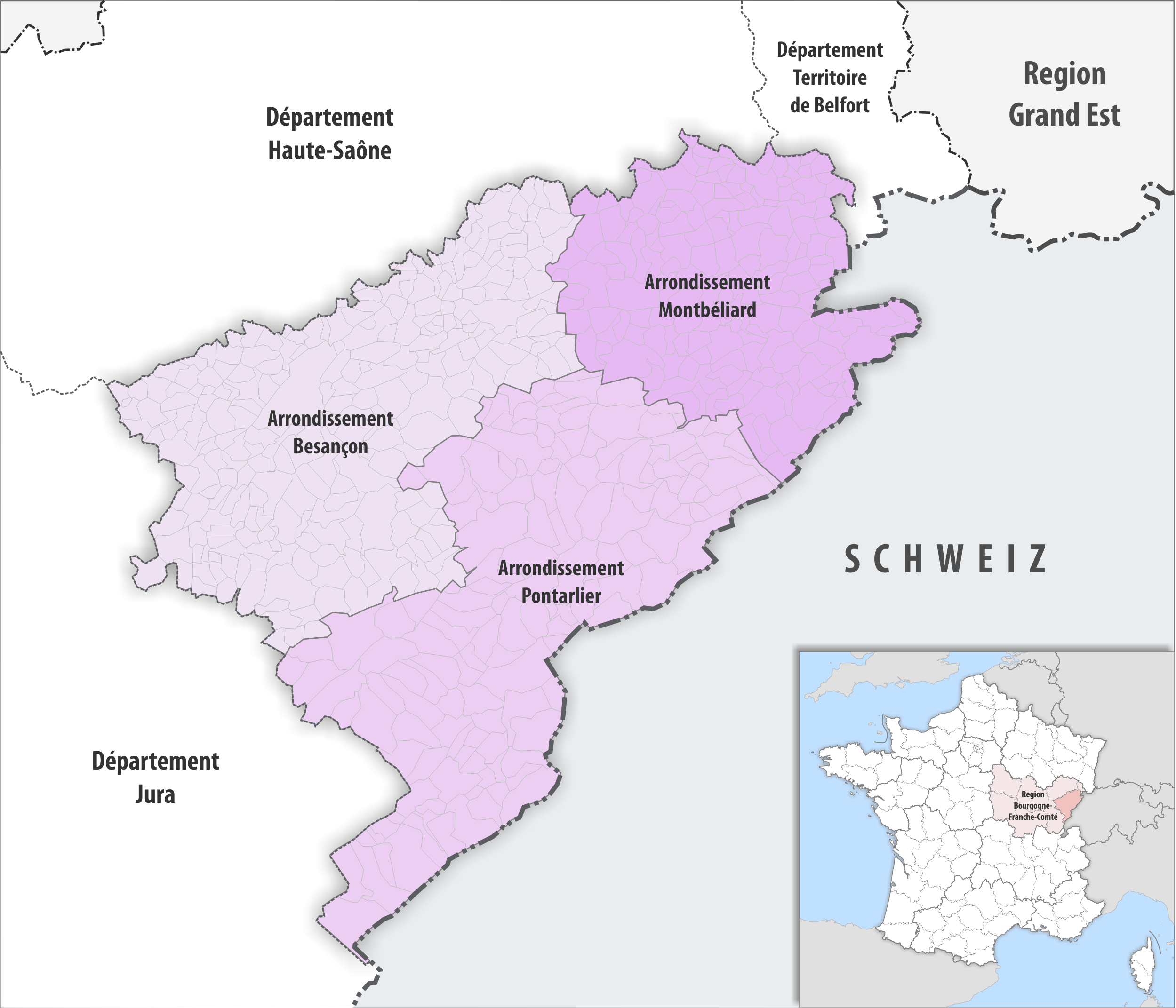
Mappa degli arrondissement del dipartimento del Doubs

| Nome                          | Codice INSEE | N° di comuni | Superficie km2 | Popolazione | Densità (abitanti/km2) |
| ----------------------------- | ------------ | ------------ | -------------- | ----------- | ---------------------- |
| Arrondissement di Besançon    | 251          | 256          | 1 926,4        | 250 269     | 130                    |
| Arrondissement di Montbéliard | 252          | 168          | 1 255,7        | 176 144     | 140                    |
| Arrondissement di Pontarlier  | 253          | 149          | 2 050,5        | 115 041     | 56                     |
| Dipartimento del Doubs        | 25           | 573          | 5 232,6        | 541 454     | 103                    |

## Storia
- 1790: istituzione del dipartimento del Doubs con sei distretti: Baume, Besançon, Ornans, Pontarlier, Quingey e Saint-Hippolyte.
- 1800: istituzione degli arrondissement di: Baume-les-Dames, Besançon, Pontarlier e Saint-Hippolyte.
- 1816: la sottoprefettura di Saint-Hippolyte è distaccata a Montbéliard.
- 1926:  soppressione dell'arrondissement di Baume-les-Dames.[5][6]